# Central hidroelèctrica de la Plana de Mont-ros
La Central hidroelèctrica de la Plana de Mont-ros és una central hidroelèctrica construïda per l'empresa Energia Elèctrica de Catalunya que entrà en funcionament el mes d'abril de 1937. Està situada al poble de La Plana de Mont-ros, pertanyent al municipi de la Torre de Cabdella, al Pallars Jussà. És una central d'aigua fluent, perquè és alimentada per una canalització que prové de la central de Molinos per a generar energia elèctrica. Va ser construïda quan Energia Elèctrica de Catalunya ja estava integrada dintre de Riegos y Fuerza del Ebro.
Fou la primera central hidroelèctrica semiautomatitzada dels Pirineus. Es projectà per ser controlada des de la central de Molinos, però el funcionament parcialment desatès no es feu efectiu fins al 1941. Actualment (2019) és operada per l'empresa Benjac.

## Concessió hidroelèctrica
La concessió d'aprofitament hidroelèctric de la central de la Plana de Mont-ros té origen en la que va sol·licitar l'any 1906 Pere Trepat i Galceràn  per un cabal de 3.500 litres d'aigua per segon procedent dels estanys de capçalera de Capdella. Abans de ser concedida, Josep Alegriu i Capmany li va comprar els drets, i posteriorment aquest els traspassà a  Cristòfol Massó, cunyat d'Emili Riu, polític, home de negocis i futur promotor d'Energia Elèctrica de Catalunya. La concessió del salt fou concedida el 13 de març de 1911. En el desembre de 1918 es va concedir a l'empresa una ampliació de cabal, passant dels 3.500 als 7.000 litres per segon.
Aquesta fou una de les concessions d'aprofitament hidràulic que  Cristòfol Massó va aportar com a soci quan es va constituir Energia Elèctrica de Catalunya 18 de novembre de 1911 i que permeteren la construcció primer de la central hidroelèctrica de Capdella, posteriorment de la central hidroelèctrica de Molinos i finalment de la central de la Plana de Mont-ros.

## Construcció
Les obres de la central començaren a principis de 1931 amb la construcció del canal que abastiria el salt de la central, a partir de la sortida de turbines de la central hidroelèctrica de Molinos (976 metres d'altitud), amb una longitud total de 2.333 metres i un traçat sensiblement paral·lel al marge esquerra del riu Flamisell.
Les obres acabaren justament quan esclatà la Guerra Civil de 1936. Així, quan el mes d'agost d'aquell any s'estava en fase de proves, els muntadors estrangers fugiren del país, havent‐se de fer càrrec de la resta de la feina i de la posada en marxa tècnics catalans, que aconseguirien fer-ho de forma manual el mes d'abril de 1937. La central funcionà d'aquesta manera fins que va poder automatitzar-se l'any 1941.

## Components de la central

### Salt
A la central de Molinos s'origina la canalització feta amb revestiment de formigó d'una secció rectangular de dos per dos metres. Al seu final es troba l'inici del salt, situat a una altitud de 973 metres. El salt té un desnivell de 90 metres; la canonada forçada té 1,5 metres de diàmetre, capaç per a 7 metres cúbics per segon.

### Generació
L'edifici de màquines de la Central es troba a 883 metres d'altitud. Està equipat amb dues turbines Francis, de 4.700 HP i 2.580 HP respectivament, muntades sobre un mateix eix horitzontal i que actuen sobre un únic alternador Asea  de 5.555 Kva (Kilovolt ampere) i 7.000 volts. La producció anual mitja és 15 GWh.Un cop l'aigua ha estat turbinada va a raure al Flamisell a través d'un canal a cel obert.

### Transformació i transport
Originalment l'energia produïda a la central era transmesa mitjançant una línia de 6.600 volts a la central hidroelèctrica de Molinos, incorporant-se allà al sistema general d'alta tensió.

## Resum característiques i producció

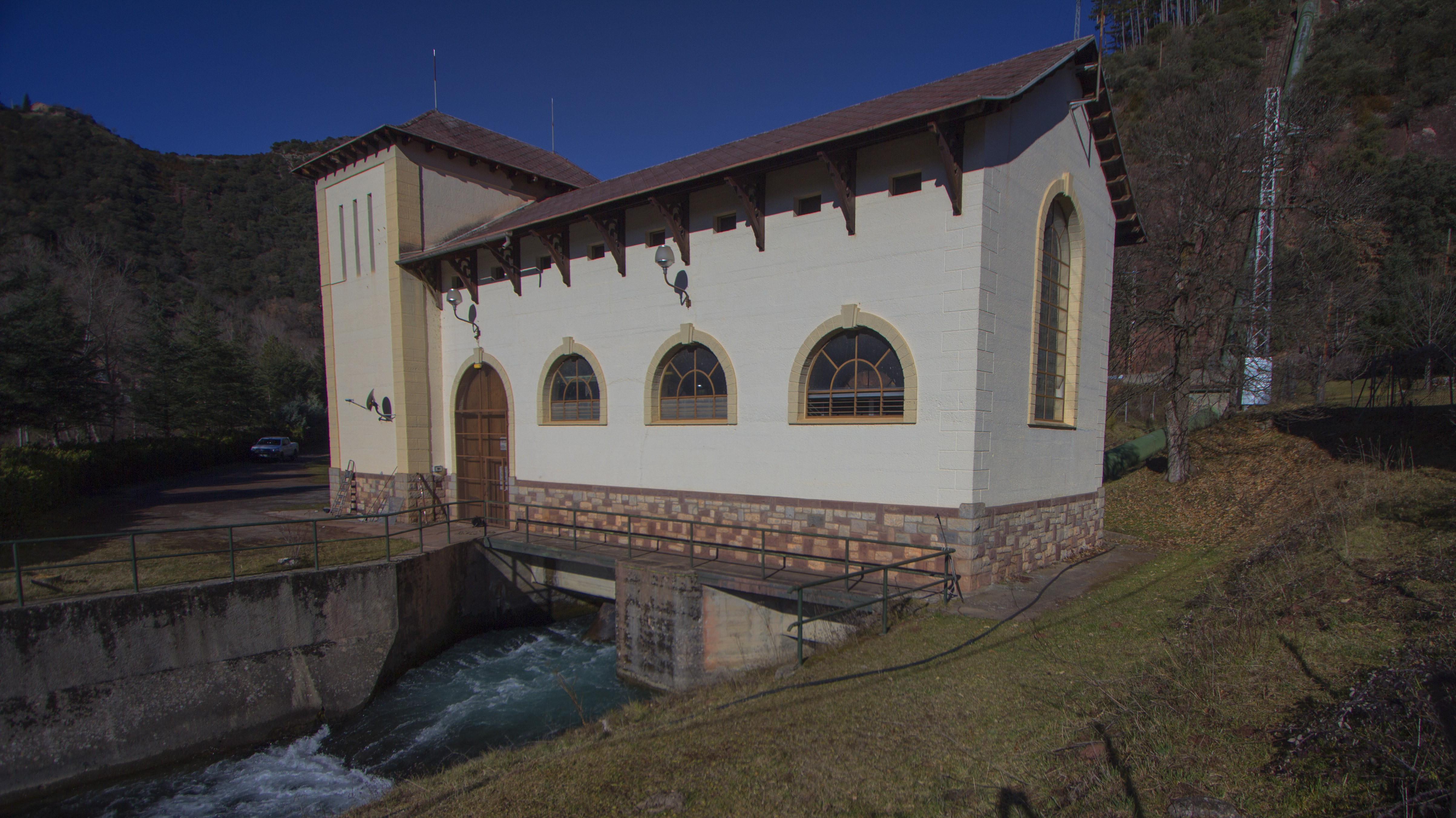
Edifici principal i canal d'aigua turbinada. A la dreta, canonada forçada

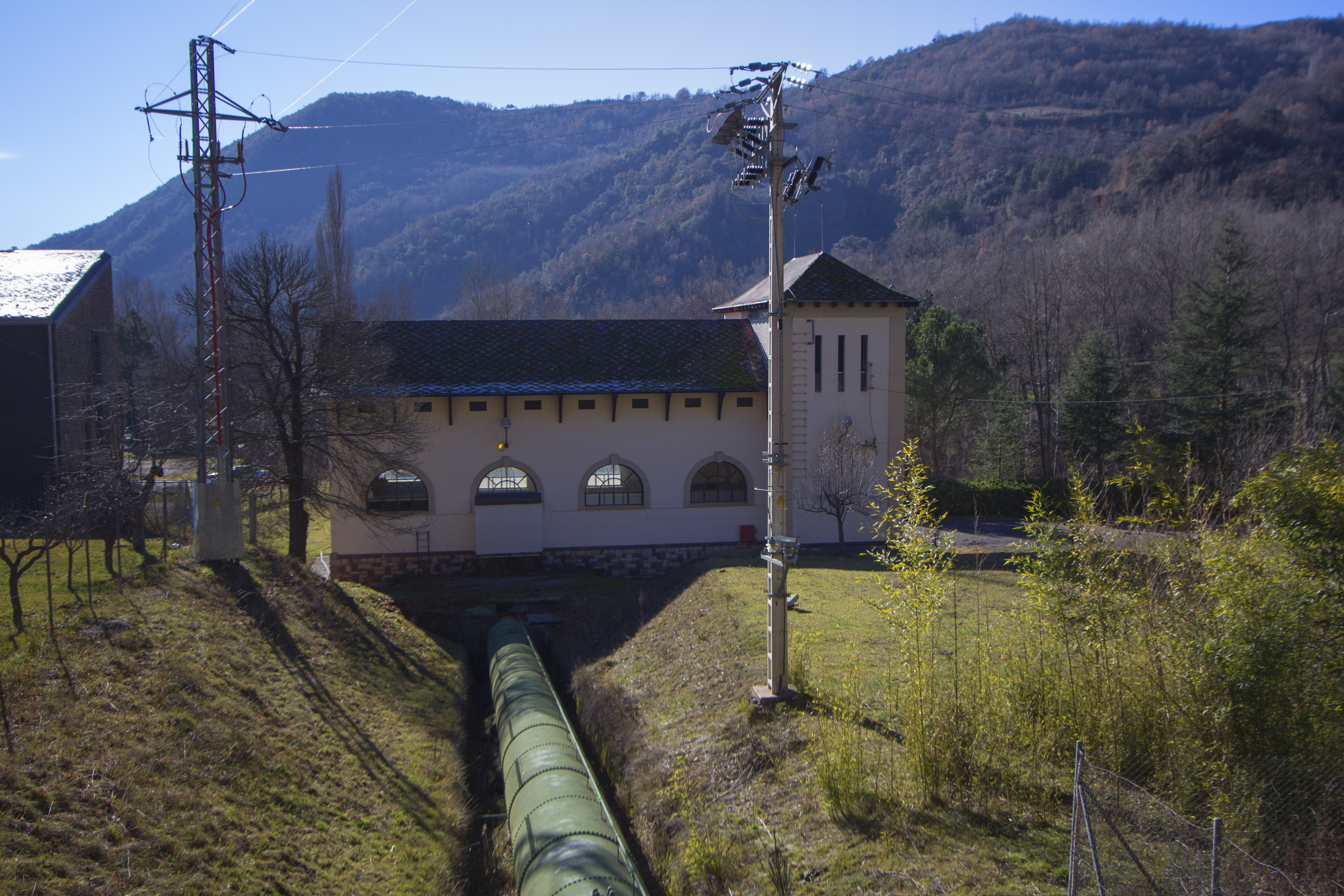
Edifici principal i canonada forçada

|                               | Central Hidroelèctrica de la Plana de Mont-ros |
| Any posada en marxa           | 1937                                           |
| Construïda per                | Energia Elèctrica de Catalunya                 |
| Operada per                   | Benjac                                         |
| Salt                          |                                                |
| Altitud                       | 973,00 metres                                  |
| Desnivell                     | 90,00 metres                                   |
| Longitud canonada forçada     | 201,00 metres                                  |
| Cabal d'aigua nominal         | 7 metres cúbics/segon                          |
| Sala de màquines              |                                                |
| Altitud                       | 883,00 metres                                  |
| Nombre de grups               | 1                                              |
| Turbines per grup             | 2 turbines Pelton d'eix horitzontal            |
| Potencia instal·lada per grup | 5,00 MW                                        |
| Potència instal·lada total    | 5,00 MW                                        |
| Producció mitja total anual   | 15,00 GWh                                      |

## Mesura d'eficiència
A partir de les dades de característiques tècniques i producció de la central es poden obtenir indicadors de la seva eficiència.
|                      | Central Hidroelèctrica de la Plana de Mont-ros |
| Mesures d'eficiència |                                                |
| Potència mitja anual | 1,71 MW                                        |
| Factor de planta     | 0,3424                                         |

El factor de planta proporciona un indicador de l'eficiència en la producció d'energia. La tendència en el disseny de les centrals hidroelèctriques és que operin com a plantes per pics o puntes, entrant en operació durant les hores de major demanda d'energia en el sistema elèctric. Per a això cal una gran capacitat instal·lada, atès que durant aquestes hores el sistema elèctric necessita aquesta potència. Un altre factor que afecta molt a aquest indicador és la disponibilitat d'aigua, o la seva estacionalitat. De fet l'aigua la central procedeix de la fusió de neu durant el desgel, així com de les pluges de la primavera i la tardor. El factor de planta de les centrals alimentades per desgel tendeix a estar en una forquilla de valors de 0,25-0,17.

## Canvis de propietat
La central ha anat passant de propietari al llarg de la seva llarga vida. Construïda per Energia Elèctrica de Catalunya, aquesta companyia fou integrada a Barcelona Traction, Light and Power el 1925, la qual acabà subhastada i fou la base per constituir Forces Elèctriques de Catalunya, SA el 1952.
L'any 1990 FECSA, l'aleshores propietària, vengué el salt i la central de la Plana de Mont-ros a la societat BENJAC Hidraulica SA.